# Cosmoscarta minor
Cosmoscarta minor is een halfvleugelig insect uit de familie schuimcicaden (Cercopidae). De wetenschappelijke naam van deze soort is voor het eerst geldig gepubliceerd in 1889 door Atkinson.